# Leyton House CG911
Leyton House CG911, w 1992 March CG911 – samochód Formuły 1, zaprojektowany przez Chrisa Murphy'ego i Gustava Brunnera. Samochód był wykorzystywany przez Leyton House Racing w 1991 roku, a po jego upadku także przez March F1 w roku 1992.

## Historia
Samochód nie był, jak poprzednik (model CG901) zaprojektowany przez Adriana Neweya. Zmieniono jednostkę napędową, zastępując silnik Judd EV V8 jednostką Ilmor 2175A V10. Silnik ten osiągał około 680 KM mocy przy 13 000 obr./min.. W 1991 samochód był prowadzony przez Maurício Gugelmina, Ivan Capellego i Karla Wendlingera, ale zdobył tylko jeden punkt za szóste miejsce Capellego podczas Grand Prix Węgier.
W 1992, po upadku Leyton House, samochód był używany przez sukcesora, March F1, który chciał "przetrwać" sezon 1992. Pozostawiono ten sam silnik, a kierowcami byli Wendlinger, Paul Belmondo, Emanuele Naspetti i powracający do Formuły 1 po dziesięcioletniej przerwie Jan Lammers. Sezon March zakończył z trzema punktami za czwarte miejsce Wendlingera w Grand Prix Kanady.
Po Grand Prix RPA 1993 zespół ze względów finansowych definitywnie ogłosił upadłość.

## Wyniki w Formule 1
| Legenda oznaczeń w tabelach wyników Wyświetl szablon na nowej stronie | Legenda oznaczeń w tabelach wyników Wyświetl szablon na nowej stronie                                                                     |
| Oznaczenie                                                            | Wyjaśnienie |
| --------------------------------------------------------------------- | --- |
| Złoty                                                                 | Zwycięzca lub mistrzostwo |
| Srebrny                                                               | 2. miejsce lub wicemistrzostwo |
| Brązowy                                                               | 3. miejsce lub II wicemistrzostwo |
| Zielony                                                               | Ukończył, punktował (w klasyfikacji generalnej, gdy zdobył co najmniej jeden punkt na przestrzeni sezonu, poza trzema powyższymi opcjami) |
| Niebieski                                                             | Ukończył, nie punktował (w klasyfikacji generalnej, gdy nie zdobył co najmniej jednego punktu na przestrzeni sezonu)                      |
| Czerwony                                                              | Nie zakwalifikował się (NZ) |
| Czerwony                                                              | Nie prekwalifikował się (NPK) |
| Różowy                                                                | Nie ukończył (NU) |
| Różowy                                                                | Niesklasyfikowany (NS) (w klasyfikacji generalnej, gdy nie został sklasyfikowany w żadnym wyścigu sezonu)                                 |
| Czarny                                                                | Zdyskwalifikowany (DK) |
| Czarny                                                                | Wykluczony (WYK/EX) |
| Biały                                                                 | Nie wystartował (NW) |
| Biały                                                                 | Kontuzjowany (K/INJ) |
| Biały                                                                 | Wyścig odwołany (OD/C) |
| Bez koloru                                                            | Został wycofany (WYC/WD) |
| Bez koloru                                                            | Nie przybył (NP/DNA) |
| Bez koloru                                                            | Nie brał udziału w treningach (NT/DNP) |
| Bez koloru                                                            | Nie został zgłoszony (–) |
| Pogrubienie                                                           | Start z pole position |
| Kursywa                                                               | Najszybsze okrążenie wyścigu |
| †                                                                     | Nie ukończył, ale jego rezultat został zaliczony ze względu na przejechanie więcej niż 90% dystansu wyścigu.                              |
| *                                                                     | Sezon w trakcie |
| 1/2/3                                                                 | Punktowana pozycja w sprincie kwalifikacyjnym                                                                                             |
| Lista systemów punktacji Formuły 1                                    | |

| Sezon | Konstruktor  | Silnik | Opony | Kierowcy   | 1   | 2   | 3   | 4   | 5   | 6   | 7   | 8   | 9   | 10  | 11  | 12  | 13  | 14  | 15  | 16  | Pkt. | Msc. |
| ----- | ------------ | ------ | ----- | ---------- | --- | --- | --- | --- | --- | --- | --- | --- | --- | --- | --- | --- | --- | --- | --- | --- | ---- | ---- |
| 1991  | Leyton House | Ilmor  | G     |            | USA | BRA | SMR | MCO | CND | MEX | FRA | GBR | DEU | HUN | BEL | ITA | PRT | ESP | JPN | AUS | 1    | 12   |
| 1991  | Leyton House | Ilmor  | G     | Gugelmin   | NU  | NU  | 12  | NU  | NU  | NU  | 7   | NU  | NU  | 11  | NU  | 15  | 7   | 7   | 8   | 14  | 1    | 12   |
| 1991  | Leyton House | Ilmor  | G     | Capelli    | NU  | NU  | NU  | NU  | NU  | NU  | NU  | NU  | NU  | 6   | NU  | 8   | 17  | NU  |     |     | 1    | 12   |
| 1991  | Leyton House | Ilmor  | G     | Wendlinger |     |     |     |     |     |     |     |     |     |     |     |     |     |     | NU  | 20  | 1    | 12   |
| 1992  | March        | Ilmor  | G     |            | ZAF | MEX | BRA | ESP | SMR | MCO | CND | FRA | GBR | DEU | HUN | BEL | ITA | PRT | JPN | AUS | 3    | 9    |
| 1992  | March        | Ilmor  | G     | Wendlinger | NU  | NU  | NU  | 8   | 12  | NU  | 4   | NU  | NU  | 16  | NU  | 11  | 10  | NU  |     |     | 3    | 9    |
| 1992  | March        | Ilmor  | G     | Lammers    |     |     |     |     |     |     |     |     |     |     |     |     |     |     | NU  | 12  | 3    | 9    |
| 1992  | March        | Ilmor  | G     | Belmondo   | NZ  | NZ  | NZ  | 12  | 13  | NZ  | 14  | NZ  | NZ  | 13  | 9   |     |     |     |     |     | 3    | 9    |
| 1992  | March        | Ilmor  | G     | Naspetti   |     |     |     |     |     |     |     |     |     |     |     | 12  | NU  | 11  | 13  | NU  | 3    | 9    |
| 1993  | March        | Ilmor  | G     |            | ZAF | BRA | EUR | SMR | ESP | MCO | CND | FRA | GBR | DEU | HUN | BEL | ITA | PRT | JPN | AUS | 0    | NS   |
| 1993  | March        | Ilmor  | G     | Gounon     | WD  |     |     |     |     |     |     |     |     |     |     |     |     |     |     |     | 0    | NS   |
| 1993  | March        | Ilmor  | G     | Lammers    | WD  |     |     |     |     |     |     |     |     |     |     |     |     |     |     |     | 0    | NS   |